# Зуль (округ)
Округ Зуль был образован в 1952 году после ликвидации земель на территории Германской Демократической Республики как один из 15 округов.
Он состоял из 8 районов, одного города окружного подчинения и 358 коммун:
- Город окружного подчинения Зуль
- Район Бад Зальцунген (выделен в 1950 году из района Мейнинген)
- Район Хильдбургхаузен
- Район Ильменау (выделен в 1952 году из района Арнштадт)
- Район Мейнинген
- Район Нойхауз (выделен в 1952 году из района Зоннеберг)
- Район Шмалькальден (выделен в 1952 году из района Зуль)
- Район Зоннеберг
- Район Зуль (переименован в 1946 году из района Шлойзинген)

50 % площади было покрыто лесом.
В связи с воссозданием земель был ликвидирован в 1990 году.